# NGC 6282
NGC 6282 é uma galáxia espiral barrada (SBbc) localizada na direcção da constelação de Hercules. Possui uma declinação de +29° 49' 13" e uma ascensão recta de 17 horas, 00 minutos e 47,0 segundos.
A galáxia NGC 6282 foi descoberta em 28 de Junho de 1864 por Albert Marth.